# Sekuro
Sekuro is een bestuurslaag in het regentschap Jepara van de provincie Midden-Java, Indonesië. Sekuro telt 9616 inwoners (volkstelling 2010).